# Agrokemija
Agrokemija je primijenjiva grana kemije u poljoprivredi. Agrokemija se bavi primjenom kemijskih sredstava u poljoprivredi, istraživanjem odnosa i zakonitosti koji postoje između biljaka, zemljišta i gnojiva (upotreba raznih gnojiva prema vrsti tla i kulturi koja se uzgaja, djelovanje pesticida itd.). Osnivačem agrokemije smatra se njemački kemičar Justus von Liebig, koji je 1840. godine prvi u poljoprivredu uveo umjetna gnojiva.

## Vanjske poveznice
- Agrokemija Hrvatska tehnička enciklopedija, portal hrvatske tehničke baštine. LZMK